# Aglaia meridionalis
Aglaia meridionalis là một loài thực vật]] thuộc họ Meliaceae. Đây là loài đặc hữu của Queensland, Úc.